# 스티븐 컬프
스티븐 컬프(Steven Culp, 1955년 12월 3일 ~ )는 미국의 배우이다.

## 출연 작품

### 영화
- 내가 죽기 전에 가장 듣고 싶은 말 (2017)

### 텔레비전
- 웨이코 (2018)